# Приводний пас

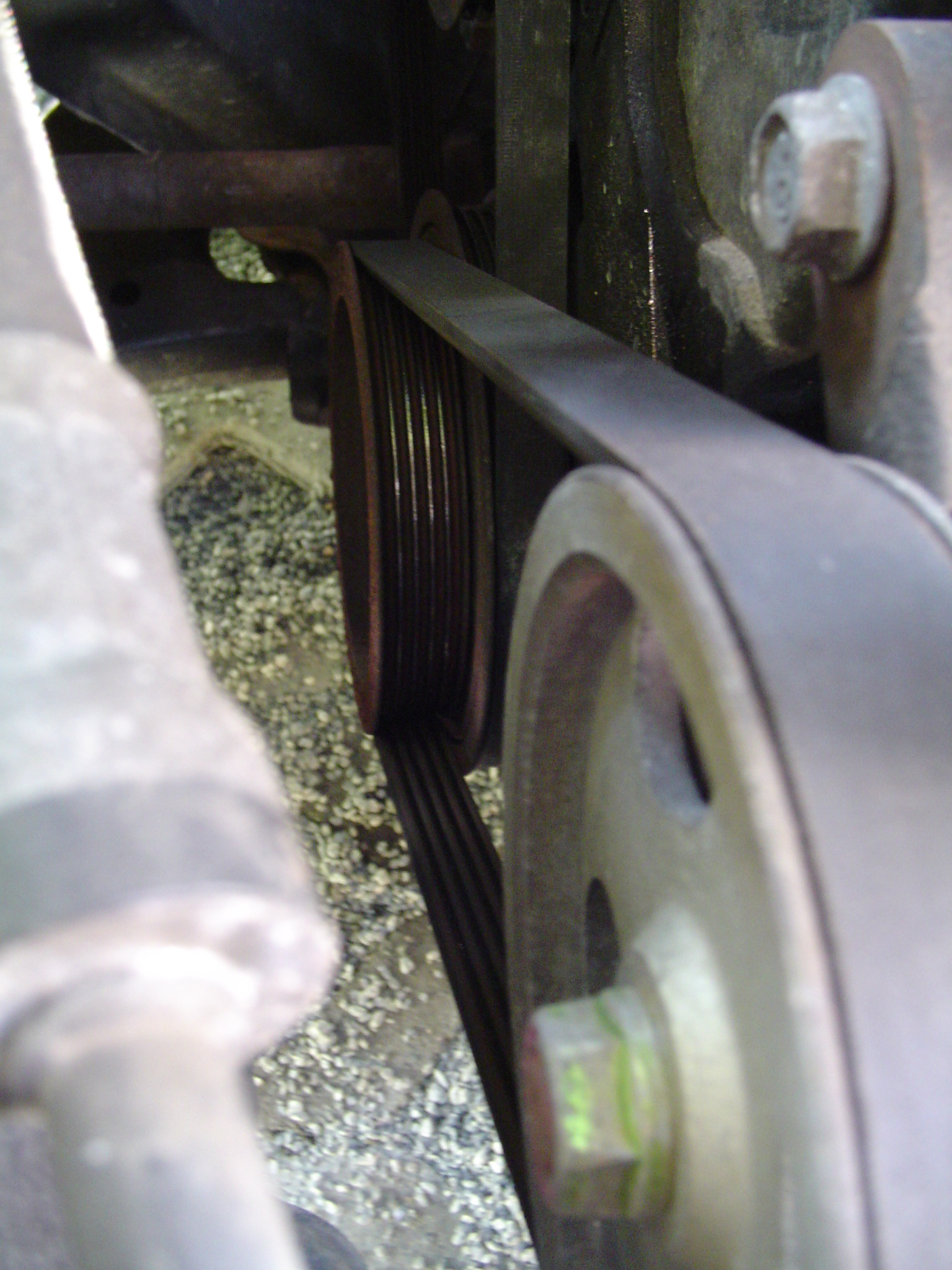
Поліклиновий пас у приводі машини

Приводни́й пас — проміжна гнучка ланка у вигляді кільця, що передає крутильний момент від ведучого шківа на ведений за рахунок сил тертя, що виникають між натягнутим пасом і шківами.

## Види приводних пасів
У залежності від виду профілю приводні паси можуть бути плоскі, клинові і круглі. Набувають поширення пасові передачі із поліклиновими пасами, що мають декілька клинових виступів на внутрішній стороні. Плоскі та круглі паси використовуються, як правило, по одному у передачі, а клинові — по декілька штук (зазвичай не більше 6-8).

## Вимоги, що ставляться до приводних пасів
До приводних пасів ставляться такі вимоги: 
- висока тягова спроможність, тобто достатнє зчеплення зі шківами;
- достатня міцність, стійкість проти зношування та довговічність;
- невеликий модуль пружності матеріалу паса;
- низька вартість.

## Плоскі паси
Плоскі паси бувають гумотканинні (ГОСТ 23831–79), бавовняні суцільноткані, шкіряні та паси із спеціальних синтетичних матеріалів.

### Гумотканинні паси
Гумотканинні паси є досить поширеними. Вони виготовляються трьох типів (А, Б і В) із кількох шарів міцної тканини, прогумованої вулканізацією.
Тканина прокладок забезпечує гумотканинним пасам достатню міцність та довговічність, а гума є зв'язуючою речовиною паса як одного цілого і призначена захищати тканину від пошкоджень, а також забезпечувати підвищений коефіцієнт тертя між пасом та шківами. Гумотканинні паси виготовляють шириною 20...1200мм із числом прокладок 2...9, товщиною 1,25...2мм кожна. Вони випускаються промисловістю у вигляді довгих стрічок. Тільки для підвищених швидкостей та для машин масового випуску гумотканинні паси можуть виготовлятись замкнутої форми шириною 30; 40 та 50мм, товщиною 1,75; 2,5 і 3,3 мм і довжиною 500...2500мм.
Із гумотканинних пасів переважного поширення набули паси типу А, оскільки вони найгнучкіші. Модуль пружності таких пасів E=200...350 МПа. Допустима найбільша швидкість для пасів типу А — 30м/с, типу Б — 20м/с і типу В — 15м/с.

### Бавовняні суцільноткані паси
Бавовняні суцільноткані паси виготовляють із бавовняної пряжі у кілька переплетених шарів шириною 30...250мм, товщиною 4,5...8,5мм, їх застосовують переважно у передачах невеликої потужності при швидкостях до 25м/с. В умовах підвищеної вологості чи у хімічно активних середовищах, а також при температурах вищих за 50°C бавовняні паси не використовують.

### Шкіряні паси
Шкіряні паси виготовляють із окремих нарізаних смуг шкіри склеюванням їх спеціальним клеєм або зшиванням. Стандартні шкіряні паси шириною 20...300мм і товщиною 3...10мм призначені для передавання малих та середніх потужностей.
Шкіряні паси мають високу тягову здатність, достатньо міцні і тому їм віддають перевагу при роботі в умовах змінних навантажень. Вони можуть працювати при швидкостях до 45 м/с, однак через високу вартість шкіряні паси застосовують рідко.

### Паси із синтетичних матеріалів
Паси із синтетичних матеріалів є найперспективнішими. Вони мають високу статичну міцність та довговічність Армовані плівкові багатошарові паси на основі синтетичних поліамідних матеріалів можуть працювати при швидкостях до 80 м/с і передавати потужність до 3000 кВт. Для підвищення тягової здатності пасів із синтетичних матеріалів використовують спеціальні фрикційні покриття їхніх робочих поверхонь.

## Клинові паси
Клинові паси нормального перерізу для приводів загального призначення стандартизовані (ГОСТ 1284.1–89, ГОСТ 1284.1–89). їх виготовляють двох типів: кордтканинні та кордшнурові.

### Кордтканинні клинові
Кордтканинні клинові паси складаються з кількох шарів прогумованої кордтканини , яка є основним елементом, що передає навантаження (вона розміщена приблизно симетрично відносно нейтрального шару перерізу паса), гумового або гумотканинного шару розтягу, який розміщується над кордом, гумового або рідше гумотканинного шару стиску нижче корду, кількох шарів обгорткової прогумованої тканини.

### Кордшнурові клинові паси
Кордшнурові клинові паси відрізняються від кордтканинних тим, що в них на місці шарів кордтканини передбачається один шар кордшнура товщиною 1,6...1,7мм, шар розтягу виконаний із гуми середньої твердості, а шар стиску — з твердішої гуми.
Згідно з ГОСТ 1284.1–89 клинові паси виготовляють семи різних за розмірами перерізів, які позначаються: O(Z), А(А), Б(В), В(C), Г(D), Д(E), E(EO). У дужках вказані позначення, що застосовуються у міжнародній практиці. Клинові паси виготовляють замкнутої форми з різними стандартними довжинами.
Клинові паси виготовляють замкнутої форми з різними стандартними довжинами. Кордшнурові паси, як гнучкіші га довговічні, використовують у для важких умов роботи пасової передачі. Допустима максимальна швидкість для клинових пасів з перерізами O, А, Б і В — до 25м/с, а для перерізів Г, Д і E — до 30 м/с.

## Поліклинові паси
Поліклинові    паси   мають поздовжні клинові виступи на внутрішній стороні і виконуються замкнутої форми. У плоскій частині паса розміщуються кордшнур, який сприймає навантаження, і гумовий або гумотканинний шар розтягу. Ці паси поєднують переваги клинових пасів (підвищене зчеплення зі шківами) та гнучкість, характерну для плоских пасів, внаслідок чого мінімальний діаметр малого шківа можна назначити меншим і збільшувати передавальне число передачі до 12...15.
Переважно застосовують поліклинові паси трьох поперечних перерізів: К, Л, M. Для перерізу К: t = 2,4 мм, H= 4,0мм, h = 2,35 мм,  — 400...2000мм, число ребер — 2...36. Для перерізу M: t = 9,5 мм, H = 16,7 мм, h= 10,35 мм, довжина — 1250...4000 мм, число ребер — 2...20.

## Круглі паси
Круглі паси виготовляють шкіряними, гумотканинними, бавовняними, капроновими. Найуживанішими є круглі паси діаметром 4...8 мм. Ці паси мають низьку несучу здатність і їх застосовують для передавання невеликих потужностей, найчастіше у механізмах приладів.